# Amand de Vasconie
Pour les articles homonymes, voir Amand.
Amand est le troisième duc de Vasconie de 638 à 660. Son nom est aussi orthographié Amant ou Amandus. Il succéda à Aighinan.

## Présentation